# Justicia rhodantha
Justicia rhodantha är en akantusväxtart som beskrevs av Raymond Benoist. Justicia rhodantha ingår i släktet Justicia och familjen akantusväxter. Inga underarter finns listade i Catalogue of Life.